# Jerzy Matulewicz
Jerzy Bolesław Matulewicz-Matulaitis (lit. Jurgis Matulevičius; ur. 13 kwietnia 1871 w Lūginė koło Mariampola, zm. 27 stycznia 1927 w Kownie) – polski i litewski duchowny katolicki, biskup wileński, odnowiciel i generał zakonu marianów oraz błogosławiony Kościoła katolickiego.

## Życiorys
Urodzony w Lūginė w rodzinie rolniczej jako ósmy syn Andrzeja i Urszuli Matulewiczów. W wieku 3 lat stracił ojca, a kiedy miał 10 lat, zmarła jego matka. Opiekę nad Jerzym przejął jego starszy brat Jan. Uczył się w mariampolskim gimnazjum. Tam zachorował na gruźlicę kości, wykrytą dopiero w grudniu 1899 roku w Kreuznach. Uczył się dalej w Kielcach i Warszawie. W dwudziestym roku życia wstąpił do Seminarium Duchownego w Kielcach, po zamknięciu którego w 1893 r. ukończył seminarium w Warszawie. Na Akademii Duchownej w Petersburgu uzyskał tytuł magistra teologii moralnej i w 1898 otrzymał święcenia kapłańskie, a w szwajcarskim Fryburgu, w lipcu 1902, dyplom doktora teologii dogmatycznej.
W latach 1902–1904 nauczał w Seminarium w Kielcach. Na skutek choroby opuścił je i osiadł w Zakładzie Cecylii Plater w Warszawie. Współpracując z ks. Marcelim Godlewskim rozwinął działalność społeczną. W latach 1905–1907 był zaangażowany w posługę młodzieży i tworzenie chrześcijańskiej demokracji w Warszawie. W 1907 powołano go do Akademii Duchownej w Petersburgu na kierownika katedry socjologii. Zaprzyjaźnił się tam z ks. Wincentym Sękowskim-Senkusem – ostatnim ze zgromadzenia marianów likwidowanego przez carat. Złożył przed ks. Senkusem śluby zakonne w 1909 postanawiając odnowić zgromadzenie oraz pozyskać nowicjuszy. Otworzył dla nich nowicjat we Fryburgu. Od 1911 do końca życia pełnił funkcję generała. W czasie I wojny światowej pracował w Warszawie. W latach 1914–1918 zajmował się działalnością charytatywno-wychowawczą i wspomaganiem duchowym kapłanów oraz osób zakonnych. Założył tam Zgromadzenie Sióstr Ubogich od Niepokalanego Poczęcia.
W 1918 został mianowany przez papieża Benedykta XV biskupem wileńskim. Funkcję tę pełnił do 1925 roku. W tym okresie władze polskie zwracały uwagę na jego działalność na tle – w ich opinii – systematycznego usuwania polskich księży z placówek i zastępowanie ich duszpasterzami litewskimi, lub białoruskimi. Efektem tego było sprzyjanie agitacji antypolskiej wśród ludności, oraz poparcie i ochrona diecezjalna w wypadkach, gdzie księża sami partycypowali w akcjach politycznych i antypaństwowych.
Był też założycielem Zgromadzenia Sióstr Ubogich Niepokalanego Poczęcia NMP na Litwie i Zgromadzenia Sióstr Służebnic Jezusa w Eucharystii. Złożył rezygnację z funkcji biskupa w 1925, by zająć się zgromadzeniem, ale Pius XI wówczas mianował go arcybiskupem i powierzył mu stanowisko wizytatora apostolskiego na Litwie. Przyczynił się do poprawy stosunków Litwy z Watykanem organizując nową prowincję kościelną i przygotowując zawarcie konkordatu. Zmarł w Kownie 27 stycznia 1927 roku. Jego relikwie są przechowywane w bazylice św. Michała Archanioła w Mariampolu.
28 czerwca 1987 roku został beatyfikowany przez papieża św. Jana Pawła II; uważany jest za jednego z patronów Litwy. 
27 stycznia 2006 w Warszawie na ul. Wileńskiej 69 została otwarta Sala Pamięci Bł. Jerzego Matulewicza biskupa. Pierwsza ekspozycja zawiera te przedmioty należące do Jerzego Matulewicza z okresu jego biskupstwa w Wilnie, które zachowały się w Polsce. Mają one wartość relikwii II stopnia.
W Kielcach, Pasłęku oraz w Koninie znajdują się kościoły pod wezwaniem bł. Jerzego Matulewicza.